# Julius P. Heil
Julius Peter Heil, född 24 juli 1876 i Dusemond an der Mosel, Tyskland, död 30 november 1949 i Wisconsin, var en tysk-amerikansk politiker och affärsman. Han var guvernör i delstaten Wisconsin 1939–1943.
Heil kom 1881 till USA med sina föräldrar. De bosatte sig i New Berlin, Wisconsin. Han grundade 1901 ett eget företag som blev senare känt under namnet Heil Company. Produktsortimentet utvidgades under åren bland annat till cisternvagnar.
Heil besegrade som republikanernas kandidat ämbetsinnehavaren Philip La Follette från Progressiva partiet i guvernörsvalet 1938. Heil besegrade tidigare guvernören Francis E. McGovern, tidigare republikan som hade bytt parti till demokraterna, i guvernörsvalet 1940. Han förlorade två år senare mot utmanaren Orland Steen Loomis från Progressiva partiet. Loomis avled som resultat av en hjärtinfarkt innan han hann tillträda guvernörsämbetet. Heil ville fortsätta som guvernör men Wisconsins högsta domstol avgjorde att viceguvernören Walter Samuel Goodland, Heils partikamrat, fick efterträda honom i januari 1943. Efter sin tid som guvernör var han styrelseordförande för Heil Company fram till sin död.